# Juliusz Zdanowski
Juliusz Zdanowski (ur. 24 grudnia 1874 w Śmiłowicach, zm. 8 października 1937 w Krakowie) – polski prawnik, ekonomista i polityk, wiceprezes ZLN, senator I kadencji (1922–1927), ziemianin.

## Życiorys
Pochodził z rodziny ziemiańskiej. Uczęszczał na studia prawnicze i ekonomiczne na uniwersytetach we Lwowie, Fryburgu Bryzgowijskim i Monachium. Sprawował stanowisko prezesa kółek rolniczych ziemi kieleckiej, Polskiego Banku Komunalnego w Warszawie oraz Głównego Komitetu Ratunkowego na okupację austro-węgierską (1918), Związku Komunalnych Kas Oszczędności i Zrzeszenia Słowiańskich Kas Oszczędności, prezesa Związku Powiatów Rzeczypospolitej. Był także przewodniczącym Krajowej Rady Gospodarczej w Lublinie.
Był członkiem Ligi Narodowej. Był politykiem o orientacji narodowej, związanym ze Związkiem Ludowo-Narodowym. Przez pewien czas sprawował funkcję wiceprezesa ZLN. W 1922 został senatorem z ramienia tego ugrupowania, wybranym z województwa kieleckiego. W Senacie I kadencji (1922–1927) był przewodniczącym senackiego klubu ZLN oraz pełnił funkcję przewodniczącego Komisji Administracyjnej.
Z dniem 29 października 1918 r. Juliusz Zdanowski powołany został przez Radę Regencyjną na stanowisko Komisarza Generalnego Rządu na obszarze okupacji austro-węgierskiej.
Wraz z żoną Anielą z Godlewskich (córką Gabriela Godlewskiego) był ostatnim właścicielem dóbr Śmiłowice.
Zmarł 8 października 1937 w Krakowie. Został pochowany 11 października 1937 na cmentarzu Rakowickim.

## Ordery i odznaczenia
- Krzyż Komandorski Orderu Odrodzenia Polski (pośmiertnie, 11 października 1937)[5]
- Złoty Krzyż Zasługi (11 listopada 1934)[6]